# Аршин мал алан (фильм, 1916)
Аршин мал алан (азерб. Arşin mal alan) — немой фильм русского режиссёра Бориса Светлова с музыкальным сопровождением 1916 года по мотивам одноимённой музыкальной комедии азербайджанского композитора Узеира Гаджибекова.

## Сюжет
Герой фильма — купец Аскер хочет жениться и хочет увидеть невесту до свадьбы, но по древним законам это невозможно. Тогда по совету Сулеймана он переодевается в костюм Аршин-малчи и под видом продавца парчи выискивает себе невесту. В фильме в двух женских ролях (из 4 возможных) приняли участие актёры-мужчины.

## Создатели фильма

### В ролях
- Гусейнгулу Сарабский — Аскер
- Ахмед Агдамский — Гюльчохра
- Алекпер Гусейнзаде — Султан-бек
- Юнис Нариманов — Джаган-хала
- Мирза Алиев — Сулейман
- Александра Оленская — Асья
- Ханафи Терегулов — Вели
- Ева Оленская — Телли
- Мамед Алили

## Последующие версии
После выхода этого фильма на экраны, последующие ремейки экранизировали три раза, два из которых — в Азербайджане.
- Аршин мал алан (1937).
- Аршин мал алан (1945). Версия этого фильма оказалась очень популярной в СССР, ибо там принял участие выдающийся певец-тенор Рашид Бейбутов в главной роли. Также туда из фильма 1916 года перешли Алекпер Гусейн-заде с этой же ролью и Мирза Алиев с новой ролью Мешади-Ибада. Фильм был продан во многие страны мира и получил ряд наград и премий.
- Аршин мал алан (1965). Актёр Алекпер Гусейн-заде не смог принять участие по состоянию здоровья, тогда на роль Султанбека был приглашён актёр Агададаш Курбанов. Также из фильма 1916 года туда перешёл актёр Мамед Алили.